# IC 3813
IC 3813 је спирална галаксија у сазвјежђу Хидра која се налази на листи објеката дубоког неба у Индекс каталогу.
Деклинација објекта је - 25° 55' 12" а ректасцензија 12h 50m 2,3s. Привидна величина (магнитуда) објекта IC 3813 износи 12,7 а фотографска магнитуда 13,7. IC 3813 је још познат и под ознакама ESO 507-19, MCG -4-30-24, AM 1247-253, PGC 43418.